# Metschnikowia borealis
Metschnikowia borealis är en svampart som först beskrevs av Lachance, C.A. Rosa, Starmer, Schlag-Edl., J.S.F. Barker & J.M. Bowles, och fick sitt nu gällande namn av Marinoni & Lachance 2004. Metschnikowia borealis ingår i släktet Metschnikowia och familjen Metschnikowiaceae.   Inga underarter finns listade i Catalogue of Life.